# Сычёвский (Урюпинский район)
Сычёвский — хутор в Урюпинском районе Волгоградской области России, в составе Вишняковского сельского поселения. Расположен на левом берегу реки Косарка.
Население — 63 (2010)

## История
Дата основания не установлена. Хутор входил в юрт станицы Михайловской Хопёрского округа Земли Войска Донского (с 1870 — Область Войска Донского). Согласно Списку населённых мест Земли Войска Донского в 1859 года на хуторе проживало 163 мужчины и 152 женщины.
Население хутора быстро росло: согласно переписи населения 1897 года на хуторе проживало уже 588 мужчин и 647 женщин. Большинство населения было неграмотным: из них грамотных мужчин — 217, грамотных женщин — 66.
Согласно алфавитному списку населённых мест Области Войска Донского 1915 года земельный надел нижней части составлял 2522 десятин, на хуторе проживало 615 мужчин и 610 женщин, имелось хуторское правление, церковь и начальное училище.
С 1928 года в составе Новониколаевского района Хопёрского округа (упразднён в 1930 году) Нижне-Волжского края (с 1934 года — Сталинградского края). Хутор являлся центром самостоятельного Сычёвского сельсовета. В 1935 году Сычёвский сельсовет передан в состав Хопёрского района Сталинградского края (с 1936 года Сталинградской области, с 1954 по 1957 год район входил в состав Балашовской области). Решением Сталинградского облисполкома от 20 марта 1959 года № 6/139 (1) в Хопёрском районе был упразднен Сычёвский сельсовет с передачей его территории в границах земель бывшего колхоза имени Сталина с населёнными пунктами хуторами Верхне-Цепляевский и Сычёвский — в состав Вишняковского сельсовета. В 1959 году в связи с упразднением Хопёрского района хутор Сёчёвский в составе Вишняковского сельсовета передан в состав Урюпинского района.

## География
Хутор находится в лесостепи, в пределах Хопёрско-Бузулукской равнины, являющейся южным окончанием Окско-Донской низменности, на левом берегу реки Косарки, от русла которой отделён пойменным лесом. Центр хутора расположен на высоте около 100 метров над уровнем моря. Почвы — чернозёмы типичные. Местами по обоим берегам Косарка имеются выходы песков
По автомобильным дорогам расстояние до областного центра города Волгоград составляет 360 км, до районного центра города Урюпинск — 40 км, до административного центра сельского поселения хутора Вишняковский — 11 км. На противоположном берегу Косарки расположены хутора Большинский и Серковский, по левой стороне чуть южнее — хутор Верхнецепляевский.
Часовой пояс
Сычёвский, как и вся Волгоградская область, находится в часовой зоне МСК (московское время). Смещение применяемого времени относительно UTC составляет +3:00.

## Население
Динамика численности населения по годам:
| 1859 | 1873 | 1897 | 1915 | 1987 | 2002 |
| ---- | ---- | ---- | ---- | ---- | ---- |
| 315  | 865  | 1235 | 1225 | ≈130 | 84   |

| 2010 |
| ---- |
| 63   |